# Anna van Prooijen
Anna Adriana van Prooijen (* 15. Mai 1858 in Groningen; † 5. April 1933 in Den Haag) war eine niederländische Malerin und Zeichnerin.

## Leben
Anna van Prooijen wurde am 15. Mai 1858 in Groningen als eines von acht Kindern von Berend van Prooijen
(1814–1882) und Adriana van Heel (1817–1902) geboren.
Sie war eine Großnichte des Malers Albert Jurardus van Prooijen. Sie besuchte die Nationale Normalschule für Zeichenlehrer in Amsterdam und wurde Kunstlehrerin in Groningen. Dort unterrichtete sie unter anderem Jakob Nieweg. Als Malerin fertigte sie vor allem Stillleben und Blumenarrangements an. Sie zog 1910 nach Den Haag und später nach Laren. Sie reiste viel und lebte auch zehn Jahre lang in Italien. Ab 1926 lebte sie wieder in Den Haag. Van Prooijen war 1927 an der Gründung der Malerinnenvereinigung Schilderessenvereniging ODIS beteiligt, deren Namen sie erfand und deren stellvertretende Vorsitzende sie eine Zeit lang war.
Anna van Prooijen starb am 5. April 1933 in Den Haag.